# 欧文·巴克斯特
欧文·巴克斯特（英語：Irving Baxter，1876年3月25日—1957年6月13日）是一名美国男子田径运动员。他曾代表美国参加1900年夏季奥林匹克运动会田径比赛，获得二枚金牌和三枚银牌。
巴克斯特於1899年畢業於康乃狄克州三一學院，1901年畢業於賓夕法尼亞大學凱里法學院。他被埋葬於紐約州由提卡的森林山公墓。